# Flesh & Bones
Flesh & Bones was een house act van Regi Penxten en Wout Van Dessel.

## Carrière
In 2002 vormden Regi Penxten en Wout Van Dessel Flesh & Bones. Birgit Casteleyn zong de nummers in.

## Discografie
| Single met hitnotering(en) in de Vlaamse Ultratop 50 | Datum van verschijnen | Datum van binnenkomst | Hoogste positie | Aantal weken | Opmerkingen |
| ---------------------------------------------------- | --------------------- | --------------------- | --------------- | ------------ | ----------- |
| Rigor Mortis (I Love You)                            | 2002                  | 09-03-2002            | 9               | 12           |             |
| My Time Has Come                                     | 2002                  | 07-09-2002            | 14              | 9            |             |
| Little Black Rose                                    | 2003                  | 30-08-2003            | 28              | 5            |             |